# Breezer

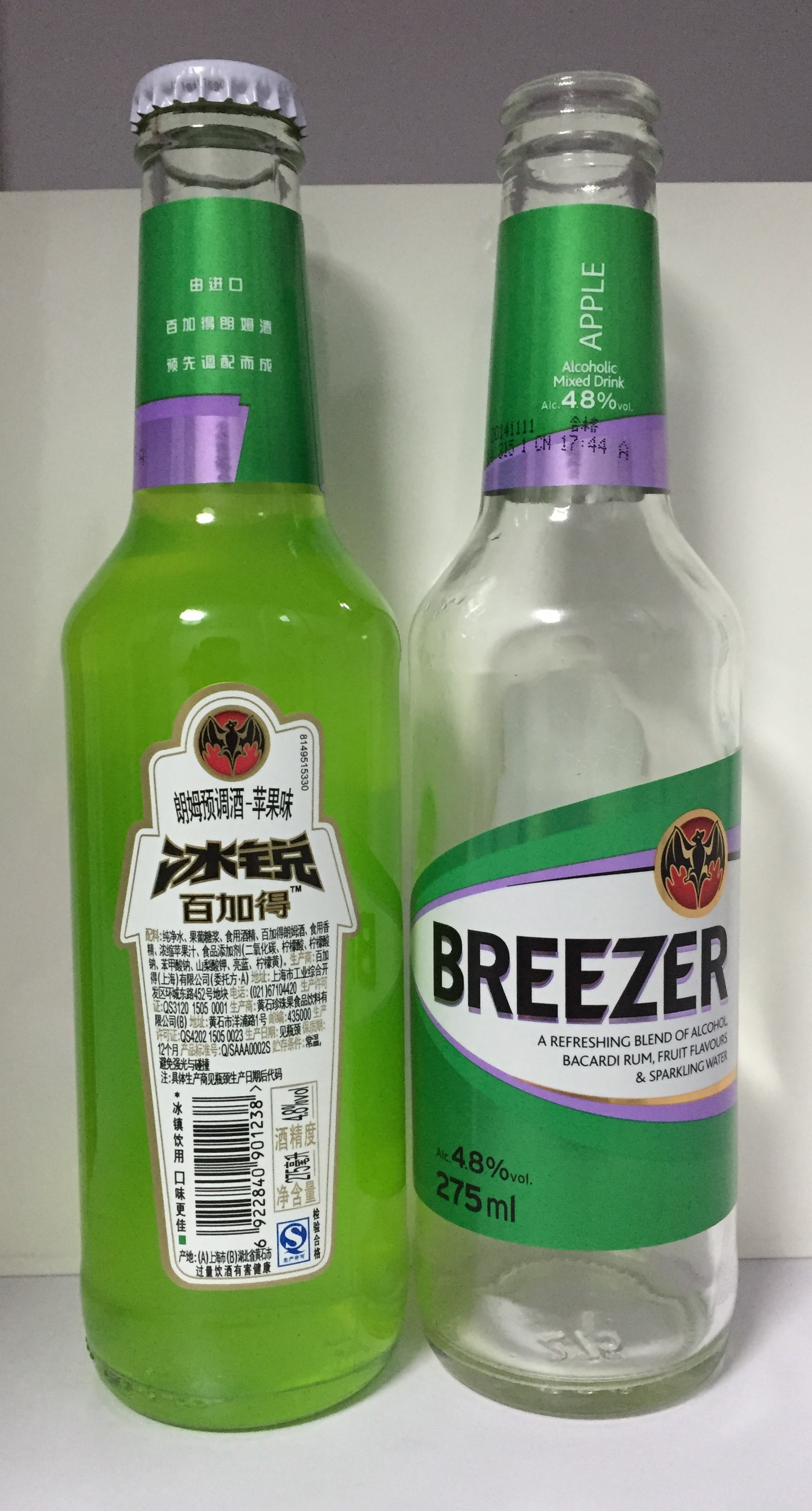

Breezer è cocktail alcolico ready to drink, composto da rum Bacardi, succo di frutta e acqua gasata.

## Storia
Nel 1990 Breezer viene lanciato negli Stati Uniti nei gusti orange (arancia), lime (limetta) e pineapple (ananas). Tra il 2002 e il 2008 la gamma viene arricchita con i gusti: ruby grapefruit (pompelmo), peach (pesca), tropical mango (mango) e watermelon (cocomero) mentre nel 2013 si aggiungono ulteriormente strawberry (fragola) e lemon (limone).

## Caratteristiche

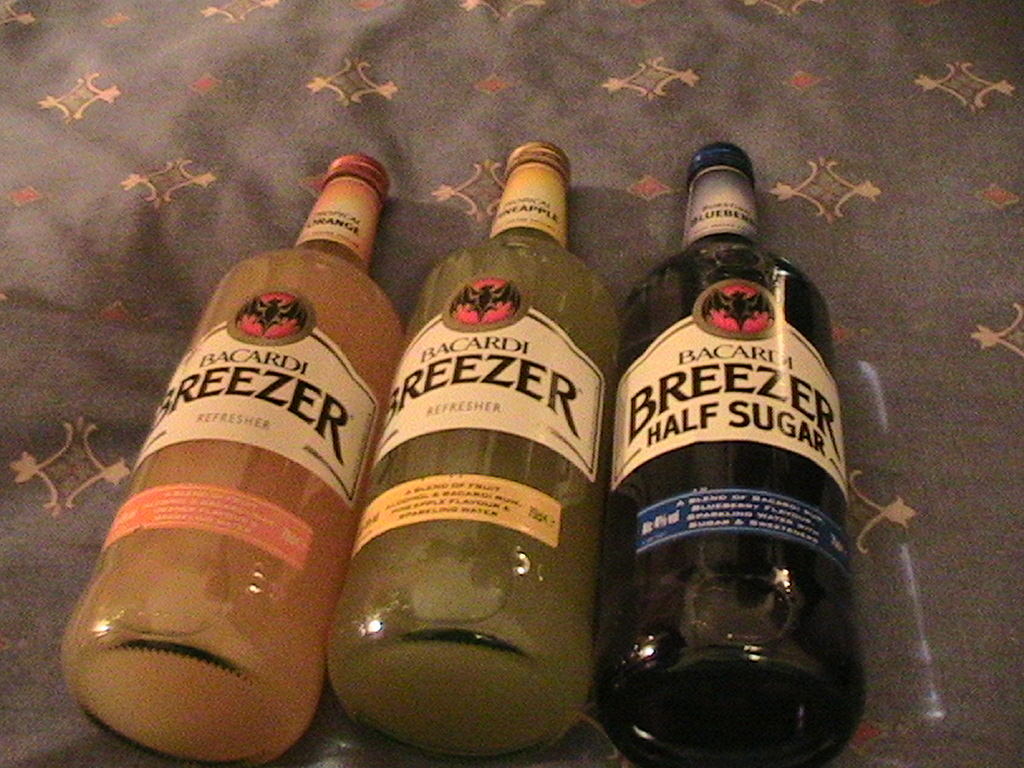
Bottiglie di Breezer in vendita in Inghilterra

Breezer ha un tasso alcolico pari al 4%, per il mercato dell'Australasia, Canada e Regno Unito. È destinato in prevalenza a un target giovane, per il moderato contenuto alcolico ed i dolci sentori fruttati.
Breezer viene venduto in bottiglie di vetro colorato da 27,5 cl, a cui si sono aggiunte dal 2007 le lattine.

## Diffusione
Il prodotto ha ottenuto successi alterni nei vari mercati in cui è stato introdotto. Nel Regno Unito Breezer ha ottenuto buon successo sino a diventare fenomeno di costume, mentre negli Stati Uniti la diffusione è limitata dal fatto che la legge locale vieta nella maggioranza degli stati la vendita di alcolici ai minori di 21 anni.